# Fogoïta-(Y)
La fogoïta-(Y) és un mineral de la classe dels silicats que pertany al grup de la rinkita.

## Característiques
La fogoïta-(Y) és un silicat de fórmula química Na₃Ca₂Y₂Ti(Si₂O₇)₂OF₃. Cristal·litza en el sistema triclínic. La seva duresa a l'escala de Mohs és 5.
Les mostres que van servir per a determinar l'espècie, el que es coneix com a material tipus, es troben conservades a les col·leccions mineralògiques del museu regional de ciències naturals, secció de mineralogia, petrografia i geologia, a Torí (Itàlia), amb els números de catàleg: m/u 16800 i m/u 16801, al Museu Reial d'Ontario, a Ontario (Canadà), amb el número de catàleg: m56826, i al Museu Nacional d'Història Natural, a París (França).

## Formació i jaciments
Va ser descoberta a les ruïnes de les rodalies de Lombadas, a la localitat de Ribeira Grande, dins l'illa de São Miguel (Açores, Portugal), on es troba en forma de prismes molt allargats, de fins a 2 mm de longitud i fins a 50 x 50 μm de secció. Es tracta de l'únic indret de tot el planeta on ha estat descrita aquesta espècie mineral.